# 121
121（一百二十一）是120与122之间的自然数。

## 数学性质
- 第90個合數，正因數有1、11和121。前一個為120、下一個為122。
質因數分解為{\displaystyle 11^{2}}。
- 第91個虧數，真因數和為12，虧度為109。前一個為119、下一個為122。
- 第40個半質數。前一個為119、下一個為122。
- 第11個平方數，為11的平方。前一個為100、下一個為144。
- 第16個十进制的自我數。前一個為110、下一個為132。
- 第51個十进制的等數位數。前一個為119、下一個為122。
- 第7個十进制的史密夫數。前一個為94、下一個為166。
- 回文數
- 唯一已知可以表達成{\displaystyle 1+p^{1}+p^{2}+p^{3}+p^{4}}的平方數，其中{\displaystyle p}是質數（在121的情況，它是3）
- 星形數、中心八邊形數
- 中心十二边形数

## 科學領域
- 首個g區元素Ubu的原子序數[1]

## 其他
- 2006年甘肅121骷髏頭事件